# Adriaan vander Ee
Adriaan vander Ee († 28 oktober 1464) was een hoge bestuursambtenaar in het hertogdom Brabant.

## Loopbaan
Op 12 november 1435 benoemde hertog Filips de Goede Vander Ee tot hertogelijk secretaris en bewaarder van de charters van Brabant. In die functie stelde hij in 1438 de originele inventaris van de Brabantse oorkonden op (Brussel, Algemeen Rijksarchief, ms. 983). Hij vervulde ook verschillende diplomatieke zendingen die normaal aan de kanselier van Brabant toevielen, onder meer bij Rooms koning Frederik III.
In 1448 werd Vander Ee bevorderd tot audiencier bij de kanselarij van Brabant en het volgende jaar werd hij meester in de Rekenkamer van Brabant. In 1463 stopte hij als rekenmeester, maar chartermeester bleef hij tot zijn dood het volgende jaar. Hij werd begraven in de Sacramentskapel van de Sint-Goedelekerk, waar ook zijn twee echtgenotes werden bijgezet.
De oorkonden van Noord-Brabant tot 1312 zijn verzameld door het Nederlands Rijksarchief en in boekvorm ter beschikking gesteld aan het publiek. De oorkonden worden gedigitaliseerd en via het internet gepubliceerd op de website donb.nl door het Huygens Instituut.